# La Petite Vendeuse
Pour plus de détails, voir Fiche technique et Distribution.
La Petite Vendeuse (My Best Girl) est un film muet américain réalisé par Sam Taylor et sorti en 1927.

## Synopsis
Maggie, une vendeuse dans une petite boutique, tombe amoureuse du fils du propriétaire, qui abandonne sa petite amie de la bonne société pour elle. Apprenant leur liaison, le père du jeune homme essaye d'acheter Maggie pour qu'elle l'abandonne. Quand elle finit par dire qu'elle est prête à renoncer à lui en se faisant passer pour une chercheuse d'or, le père reconnaît ses qualités et accepte le mariage. 

## Fiche technique
- Titre original : My Best Girl
- Titre français : La Petite Vendeuse
- Réalisation : Sam Taylor
- Assistant réalisateur : H. Bruce Humberstone
- Scénario : Hope Loring (en) (adaptation), Allen McNeil et Tim Whelan d'après le roman My Best Girl de Kathleen Norris
- Direction artistique : John DuCasse Schulze (en)
- Photographie : Charles Rosher
- Production : Mary Pickford
- Société de production : Mary Pickford Company
- Société de distribution : United Artists
- Pays de production :  États-Unis
- Langue originale : anglais
- Format : Noir et blanc — 35 mm — 1,37:1 — Muet
- Genre : comédie romantique
- Durée : 80 minutes
- Date de sortie :
  - États-Unis : 31 octobre 1927

## Distribution
- Mary Pickford : Maggie Johnson
- Charles 'Buddy' Rogers : Joseph 'Joe' Grant
- Sunshine Hart : Ma Johnson
- Lucien Littlefield : Pa Johnson
- Carmelita Geraghty : Elizabeth 'Liz' Johnson
- Hobart Bosworth : Robert E. Merrill
- Evelyn Hall : Esther Merrill
- Avonne Taylor : Millicent Rogers
- Mack Swain : le juge
- John Junior : Nick Powell
- Nigel De Brulier : le colporteur handicapé dans la rue

Acteurs non crédités :
- John George : un vendeur de journaux
- Carole Lombard : une vendeuse